# Río Gök
El río Gök o Gökırmak es un río de la península de Anatolia que nace y fluye dentro de Turquía. Es un afluente del río Kizilirmak que tiene una longitud de 221 km.

## Nombre
Gökırmak sigue la tradición turca de nombrar los ríos con colores. Su nombre significa en idioma turco río azul.

## Geografía
El río Gök nece en el monte Ilgaz, en la provincia de Kastamonu y fluye en dirección este, pasando por Kastamonu, la capital provincial,  Taşköprü y Boyabat . Se une al río Kizil después de Durağan.